# Nörthwind
Nörthwind fue una banda de española de power metal, formada en Asturias a principios del año 1998. Publicaron una demo y dos discos de estudio y su separación resultó en los grupos Vendaval y DarkSun.

## Historia

### Inicios y primera demo.
El grupo Nörthwind fue formado a principios del año 1998 por Tino Hevia. Al guitarrista se le unieron Luis Fernández (ex-Antaño) a la guitarra, José Gálvez al bajo y Rubén González (ex-Santería) a la batería. Aún sin nombre, empezaron a trabajar en el local de ensayo en sus primeras canciones, con letras escritas en inglés que hablaban de poderes divinos y malditos, dragones y elfos, guerreros y princesas, reyes y bufones, etc. 
La banda se decantó por llamarse Nörthwind debido a que suena potente y épico y es análogo a la tierra de donde son sus componentes, donde suele hacer viento y frío, además de estar en el norte de la geografía española. Al poco, decidieron rehacer las letras en castellano pero seguir adelante con el mismo nombre en inglés.
Tras un tiempo de ensayos con esta formación y sin conseguir encontrar un cantante adecuado para un género a camino entre Gamma Ray y Running Wild, Rubén se pasa a la voz y un nuevo baterista entra en el grupo: Fernando Argüelles (percusionista de la «Big Band del conservatorio de Gijón» y exmiembro de innumerables formaciones asturianas). El paso fugaz de Eladio Martínez por la banda como bajista deja el camino abierto a Miguel Fernández (ex-Santería) que se encarga de esta misma labor. A la marcha de Rubén, un joven y prometedor vocalista entra en el grupo: Txema Trinidad (ex-Santería), que logra encajar como cantante y como compositor.
Es en este momento cuando deciden grabar su primera demo. Bajo el título de "La primera cruzada" y grabada en los estudios EGP de Emilio Gutiérrez (teclista del grupo Kashmir) durante el verano de 1999 en un 16 pistas digital, la demo fue distribuida únicamente a discográficas, revistas y radios para dar a conocer la actividad del grupo.
A raíz de esta maqueta, la banda comienza a cosechar buenas críticas en revistas como "Metal Hammer" o "Los + Mejores" y en programas de radio como "Derrame Rock" o "Rock Star". Además, la demo resultó la mejor maqueta del mes por la revista "Guitarrista" número 22. También consiguen ganar un primer premio y ser finalistas en dos categorías del "Concurso Nacional de Maquetas NIVEL 0", cuya final se celebró en la Semana Negra de Gijón en el verano de 2000. Dos de los temas de la maqueta fueron incluidos en la 2ª edición de "Distritu Norte", un proyecto discográfico donde participan varios grupos asturianos. Comienzan por este entonces los conciertos por toda Asturias, teloneando a grupos como Mägo de Oz o Lujuria.

### Trabajos discográficos y ruptura.
En julio de 2000, el grupo inicia la grabación de su primer disco en los estudios Moonlight Records de Gijón bajo la dirección de Ovidio Morán. Tras finalizar la grabación de todas las guitarras del disco, Luis Fernández decide abandonar la banda para iniciar sus proyectos personales. Durante la grabación de las voces buscan un sustituto para Luis y, tras probar guitarristas de toda la geografía asturiana durante unas semanas, seleccionan a Dani G. Suárez, que se incorpora rápidamente y continúa el trabajo de estudio con el resto de miembros.
Aún en el estudio, entran en contacto con el afamado dibujante Luis Royo y adquieren los derechos de una de sus ilustraciones para que sea la portada del disco. El dibujo elegido refleja los distintos conceptos de las canciones: dragones, caballeros, monjes templarios, etc. El álbum termina de grabarse en octubre del mismo año y en enero de 2001 es masterizado en los estudios Bunker, en Llanera, por Alberto Rionda (Avalanch).
Después de conseguir un contrato discográfico con GOI Music, el 1 de marzo de 2001 salió a la venta "Viento del Norte", el debut discográfico de Nörthwind, que vendió alrededor de 10.000 copias a nivel nacional. Para presentarlo la banda organizó una fiesta junto con la tienda Tipo de Oviedo que incluyó un concierto acústico y una posterior firma de discos. Durante el primer mes y medio de ventas ocupó los primeros puestos de la Lista Oficial de Ventas de las tiendas Tipo.
Con el tiempo, el grupo había tomado una orientación más sinfónica, con coros épicos y arreglos orquestales. Ante la falta de un teclista de directo que reprodujese los arreglos que aparecen en el disco, comenzaron a probar teclistas y finalmente incorporaron a Helena Pinto (Relative Silence).
En 2002 la banda decidió grabar su segundo disco fuera de España. El álbum iba a ser la primera parte de una historia conceptual, conocida como las Crónicas de Áravan, y se grabó en los estudios VPS de Hamm (Alemania) con Ingo Czajkowsky a los controles. El 29 de abril de 2002 salió a la venta bajo el nombre "El retorno del Rey". Para la canción "El lago y el dragón" contaron con la colaboración de Alex Beyrodt (Primal Fear) a la guitarra y de Víctor García (WarCry), quien también colaboró en "La morada de Celler", a la voz. El grupo vuelve a dar conciertos y participa en festivales como el Soria Rock o el Rock Machina de ese mismo año.
Durante la gira del disco surgieron diferencias insalvables entre parte de los componentes y en octubre tuvo lugar la ruptura del grupo. Tino Hevia fue expulsado de la banda y Helena Pinto y Dani González decidieron abandonar y seguir a su compañero en un nuevo proyecto. A partir de aquí se iniciaron conflictos legales por la posesión del nombre de Nörthwind, que finalmente les fue denegado a ambas partes. De esta forma nacieron dos nuevas bandas: Tino Hevia, Dani G. y Helena Pinto fundaron DarkSun y Txema Trinidad, Miguel Fernández, Fernando Argüelles y el repescado Luis Fernández crearon Vendaval.

## Miembros

### Última formación
- Tino Hevia - Guitarra (1998-2002)
- Fernando Argüelles - Batería (1998-2002)
- Miguel Fernández - Bajo (1998-2002)
- Txema Trinidad - Voz (1998-2002)
- Dani G. Suárez - Guitarra (2000-2002)
- Helena Pinto - Teclado (2001-2002)

### Exmiembros
- José Gálvez - Bajo (1998)
- Eladio Martínez - Bajo (1998)
- Rubén González - Batería, voz (1998)
- Luis Fernández - Guitarra (1998-2000)

## Discografía

### Demo
- La primera cruzada (1999)

### Álbumes de estudio
- Viento del Norte (2001)
- El retorno del Rey (2002)